# 메갈로돈 (이매패류)
메갈로돈(Megalodon Seashall)은 데본기에서 쥐라기에 걸쳐 생존한 이매패류 연체동물의 한 속으로, 현재는 멸종했다. 메갈로돈과(Megalodontidae)의 유일한 속이다.